# Neoromicia zuluensis
Neoromicia zuluensis (Roberts, 1924) è un pipistrello della famiglia dei Vespertilionidi diffuso in Africa centrale, Africa orientale, Africa meridionale,

## Descrizione

### Dimensioni
Pipistrello di piccole dimensioni, con la lunghezza totale tra 72 e 80 mm, la lunghezza dell'avambraccio tra 27 e 33 mm, la lunghezza della coda tra 27 e 40 mm, la lunghezza del piede tra 5 e 8 mm, la lunghezza delle orecchie tra 7 e 11 mm e un peso fino a 6 g.

### Aspetto
La pelliccia è lunga, soffice e densa. Le parti dorsali sono marroni, talvolta con dei riflessi arancioni, con la groppa più chiara e la punta dei peli grigiastra, mentre le parti ventrali sono più chiare. Il muso è corto e largo, con due masse ghiandolari sui lati. Le orecchie sono corte, triangolari, marroni e con l'estremità arrotondata. Il trago è lungo circa la metà del padiglione auricolare,  con la punta arrotondata, con il margine anteriore concavo, quello posteriore leggermente convesso e con un distinto lobo triangolare alla base. Le membrane alari sono marroni scure, leggermente semi-trasparenti. La coda è corta e fuoriesce con l'estremità dalla superficie dorsale dell'ampio uropatagio, il quale è marrone scuro. Il cariotipo è 2n=28 FNa=48.

### Ecolocazione
Emette ultrasuoni ad alta intensità sotto forma di impulsi di breve durata a frequenza modulata iniziale di 79 kHz e finale di 48–50 kHz.

## Biologia

### Comportamento
Il volo è altamente moderato. Può spiccare il volo da terra. Durante il giorno entra in uno stato di torpore.

### Alimentazione
Si nutre di insetti, particolarmente falene e coleotteri, catturati nella vegetazione.

### Riproduzione
Femmine gravide con due embrioni sono state catturate in ottobre, mentre altre che allattavano sono state catturate a novembre.

## Distribuzione e habitat
Questa specie è diffusa nell'Africa orientale e meridionale, in Etiopia sud-occidentale, Sudan del Sud, Uganda orientale, Kenya, Repubblica Democratica del Congo meridionale, Malawi, Angola centro-occidentale, Zambia, Zimbabwe, Namibia, Botswana e Sudafrica.
Vive nelle praterie e boscaglie semi-desertiche, savane alberate, boschi di miombo tra 500 e 2.650 metri di altitudine.

## Conservazione
La IUCN Red List, considerato il vasto areale e la popolazione presumibilmente numerosa, classifica N.zuluensis come specie a rischio minimo (Least Concern)).